# Stacy Peralta
Stacy Douglas Peralta (Venice, 15 ottobre 1957) è un surfista, skater, regista, produttore televisivo e imprenditore statunitense.
È stato un componente degli originali Z-Boys.

## Biografia

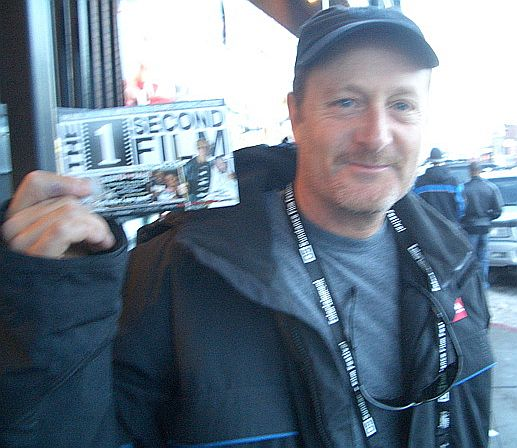
Stacy Peralta nel gennaio 2005

È nato in California.  Peralta è per un quarto paterno di origini messicane.
Ha iniziato ad andare sullo skateboard all'età di 5 anni. All'età di 11 anni, Peralta incominciò le competizioni con gli Z-Boys, un team sponsorizzato dal negozio di surf "Jeff Ho and Zephyr Surfboard Productions". Il suo secondo sponsor fu la "Gordon and Smith." La sua prima competizione fu la "Del Mar Nationals", una gara con due sole categorie di skating: slalom e freestyle, in cui si piazzò settimo. In seguito si allenò per padroneggiare le evoluzioni dello skating freestyle, e nell'arco di soli otto mesi dalla sua prima competizione divenne il numero 3 al mondo tra gli skater freestyler professionisti al "World Skateboard Championship". Ha mostrato il suo talento anche in una serie televisiva molto popolare, le Charlie's Angels.
Dopo aver partecipato a molti film sullo skateboard e aver lavorato come regista della seconda unità in numerose produzioni, Peralta ha fondato la squadra Powell Peralta's Bones Brigade, della quale facevano parete anche i giovanissimi Tony Hawk e Rodney Mullen.
Nel 1984, insieme con Craig Stecyk, ha prodotto The Bones Brigade Video Show, lanciando la moda dello skateboard in video.
Nel 1992, Peralta lasciò la Powell-Peralta per dirigere e produrre trasmissioni e serie televisive dedicate a questo sport a tempo pieno.

## Vita privata
È stato sposato dal 1989 al 1990 con Joni Caldwell. Ha avuto due figli: Austin Peralta (1990-2012), che fu un più che promettente pianista jazz, e Willow. Dal 2001 è sposato con Gemma Vizor.

## Nella cultura di massa
- L'inizio della sua carriera è raccontato nel film Lords of Dogtown.

## Filmografia parziale

### Sceneggiatore
- Dogtown and Z-Boys (2001)
- Lords of Dogtown (2005)
- Crips and Bloods: Made in America  (2008)
- Bones Brigade: An Autobiography  (2012)

### Regista
- Dogtown and Z-Boys (2001)
- Riding Giants - Surf Estremo (Riding Giants) (2004)
- Crips and Bloods: Made in America  (2008)
- Bones Brigade: An Autobiography  (2012)